# Niels van Steenis
Niels van Steenis, född den 3 november 1969 i Groningen i Nederländerna, är en nederländsk roddare.
Han tog OS-guld i åtta med styrman i samband med de olympiska roddtävlingarna 1996 i Atlanta.